# Atypophthalmus (Atypophthalmus) mauritianus
Atypophthalmus (Atypophthalmus) mauritianus is een tweevleugelige uit de familie steltmuggen (Limoniidae). De soort komt voor in het Afrotropisch gebied.